# Mike Garcia
Edward Miguel Garcia dit Mike Garcia, né le 17 novembre 1923 à San Gabriel (Californie) et décédé le 13 janvier 1986 à Fairview Park (Ohio), est un ancien joueur américain de baseball ayant évolué en Ligue majeure de baseball de 1948 à 1961.

## Carrière
Sélectionné au Match des étoiles en 1952, 1953 et 1954, il domine la ligue en matière de moyenne de points mérités en 1949 et 1954. Il porte alors les couleurs des Cleveland Indians avec lesquels il remporte les World Series en 1948 et le fanion de la Ligue américaine en 1954.
Après la saison 1954, des problèmes physiques provoquent une chute au niveau de ses performances. Il passe ainsi de 2,64 de moyenne de points mérités en 1954 à 4,02 en 1955. Il termine sa carrière comme lanceur de relève chez les Chicago White Sox puis les Washington Senators.
Il est introduit au Hall of Fame des Cleveland Indians en 2007.